# Narcine brunnea
Narcine brunnea is een vissensoort uit de familie van de schijfroggen (Narcinidae). De wetenschappelijke naam van de soort is voor het eerst geldig gepubliceerd in 1909 door Annandale.